# UN-Ausschuss für wirtschaftliche, soziale und kulturelle Rechte
Der Ausschuss für wirtschaftliche, soziale und kulturelle Rechte, CESCR (englisch Committee on Economic, Social and Cultural Rights) ist ein von der UNO eingesetztes Kontrollorgan, welches die Einhaltung des Internationalen Pakts über wirtschaftliche, soziale und kulturelle Rechte (Sozialpakt, IPwskR) durch die Vertragsstaaten überwacht. Er hat eine beratende Funktion und kann den Vertragsstaaten Empfehlungen erteilen, wie sie die Umsetzung des Vertrags verbessern können.
Für diese Aufgabe war im Sozialpakt der Wirtschafts- und Sozialrat (ECOSOC) vorgesehen, welcher dafür eine Arbeitsgruppe einsetzte. Nach Kritik an der Kompetenz und Unabhängigkeit dieser Arbeitsgruppe wurde im Jahr 1985 der CESCR-Ausschuss eingerichtet. Die Vertragsstaaten können seither dem ECOSOC Sachverständige vorschlagen, aus welchen der ECOSOC die Mitglieder des Ausschusses ernennt. Zur Gewährleistung der und Unabhängigkeit der Vertragsorgane wurde die Addis Adeba Richtlinie geschaffen.
Der geschaffene CESCR-Ausschuss besteht aus 18 Sachverständigen und tagt zweimal jährlich in Genf, im Frühjahr im Palais des Nations und im Herbst im Palais Wilson.

## Aufgaben und Tätigkeiten
Als Fachausschuss hat er die Aufgabe, die Einhaltung des Sozialpakts (IPwskR) durch die Staaten, welche das Abkommen ratifizierten zu überwachen, was durch die Prüfung der Staatenberichte erfolgt (Art. 16 IPwskR). Wenn von einem Staat auch das Fakultativprotokoll zum Sozialpakt (FP-IPwskR) ratifiziert wurde, ist er auch befugt Individualbeschwerden (Art. 2 FP-IPwskR) und Staatenbeschwerden (Art. 10 FP-IPwskR) zu prüfen und auch eigene Untersuchungen durchzuführen (Art. 11 FP-IPwskR), sofern die Staaten dem bei Vertragsabschluss diesem ausdrücklich zustimmten (Art. 10 f. FP-IPwskR).
Seine Zuständigkeit ist davon abhängig, welche Erklärungen und Vorbehalte die Staaten beim Vertragsabschluss machten.

### Die Vertragsgrundlage
Der Sozialpakt wurde am 16. Dezember 1966 zusammen mit dem Internationalen Pakt über bürgerliche und politische Rechte (Zivilpakt) von der Generalversammlung der UNO verabschiedet (Resolution 2200A (XXI)). Er trat am 3. Januar 1976 völkerrechtlich in Kraft und enthält die wichtigsten wirtschaftlichen Rechte, wie Recht auf Arbeit, Recht auf gerechte und günstige Arbeitsbedingungen, Gewerkschaftsfreiheit, Streikrecht, sozialen Rechte, wie Schutz der Familie, Rechte auf soziale Sicherheit, angemessenen Lebensstandard, Ernährung, und kulturellen Rechte, wie das Recht auf Bildung, Teilnahme am kulturellen Leben und den Schutz des geistigen Eigentums.
Sämtliche Mitgliedsstaaten der UNO können den Sozialpakt und das dazugehörende Fakultativprotokoll ratifizieren und sich dadurch vertraglich verpflichten die Bestimmungen dieser beiden Übereinkommen einzuhalten.

### Ratifikationen
|                                | in Kraft   | Deutschland | Liechtenstein | Österreich | Schweiz    |
| ------------------------------ | ---------- | ----------- | ------------- | ---------- | ---------- |
| Sozialpakt (IPwskR)            | 03.01.1976 | 17.12.1973  | 10.12.1998    | 10.09.1978 | 18.06.1992 |
| Fakultativprotokoll zum IPwskR | 05.05.2013 | ------      | ------        | ------     | ------     |

Den Sozialpakt haben 169 Staaten und das Fakultativprotokoll 24 Staaten ratifiziert. Nur Belgien; El Salvador; Finnland; San Marino und Portugal sind mit Staatenbeschwerden (Art. 10 FP-IPwskR) und Untersuchungsverfahren (Art. 11 FP-IPwskR) einverstanden, (Stand Februar 2019).

## Verfahrensordnungen
Der Ausschuss erstellte 2 Verfahrensordnungen (englisch Rules of Procedure), in welchen die Organisation, Verfahrensabläufe und Zuständigkeiten beim Ausschuss geregelt sind. Die eine Verfahrensordnung (VerfO-SB) für die im Sozialpakt vorgesehenen Staatenberichte und die andere Verfahrensordnung (VerfO-FP) für die im Fakultativprotokoll vorgesehenen Verfahren.

### Verfahrensordnung für Staatenberichte (VerfO-SB)
Sie weicht teilweise erheblich vom 4. Teil im Vertrag ab, da dort das Verfahren nur rudimentär geregelt wurde. Die VerfO-SB zum IPwskR besteht aus 3 Teilen, dem Teil I. Allgemeine Bestimmungen, Teil II. Bestimmungen im Zusammenhang mit den Aufgaben des Ausschusses und Teil III Auslegung und Änderungen. Sie enthält 72 als Regel bezeichnete Bestimmungen und ist in 18 Kapitel unterteilt.
Die maßgeblichen Kapitel sind:
- Kap. 15 Berichte der Vertragsstaaten nach Artikel 16 und 17 IPwskR, Regeln 58 bis 65
- Kap. 16 Berichte der Sonderorganisationen nach Artikel 18 IPwskR; Regeln 66 bis 68
- Kap. 17 Andere Informationsquellen, Regel 69

### Verfahrensordnung zum Fakultativprotokoll (VerfO-FP)
Diese Verfahrensordnung regelt das Verfahren bei Individual- und Staatenbeschwerden und dem Untersuchungsverfahren durch den Ausschuss. Sie enthält 47 als Regel bezeichnete Bestimmungen und besteht aus 4 Teilen.
- Das Individualbeschwerdeverfahren, Regeln 1 bis 20
- Das Untersuchungsverfahren, Regeln 21 bis 35
- Das Verfahren bei Staatenbeschwerden, Regeln 36 bis 46
- Pressemitteilungen durch den Ausschuss, Regel 47

## Prüfung der Staatenberichte
Die überwiegende Tätigkeit des Ausschusses besteht in der Bewertung der periodischen Berichte der Vertragsstaaten, in welchen sie darlegen müssen, wie sie den Vertrag umgesetzt haben (Art. 16 IPwskR). Der Ablauf der Prüfung ist im Kap. 12 der VerfO-SB geregelt und der Ausschuss erließ eine Richtlinie, wie diese Berichte einzureichen seien.
Die Vertragsstaaten müssen laut Regel 58 VerfO-SB beim Ausschuss binnen zwei Jahren nach Inkrafttreten des Übereinkommens einen Erstbericht (englisch Initial report) einreichen, danach alle fünf Jahre einen periodischen Staatenbericht (englisch Periodical reports).
Am Staatenberichtsverfahren können sich auch Nichtregierungsorganisationen (NGOs), nationale Menschenrechtsorganisationen (NHRIs) und weitere Sonderorganisationen aktiv beteiligen und Parallelberichte zu den Staatenberichten einreichen, um eine unzureichende Umsetzung des IPwskR durch die Vertragsstaaten aufzuzeigen. Dabei können Lücken oder Fehler des Staatenberichts verdeutlicht und auf Defizite hingewiesen werden. Solche Parallelberichte können für den Ausschuss sehr aufschlussreich sein (Art. 18 f. IPwskR, Regel 66 ff. VerfO-SB).
Für die Berichtsprüfung verfasst der Ausschuss eine Liste mit Fragen (englisch Lists of issues). Die Berichtsprüfung findet in öffentlichen Sitzungen statt, in denen eine Delegation des Staates die Fragen der Ausschussmitglieder beantwortet. Der Ausschuss versucht festzustellen, ob der Vertragsstaat das IPwskR korrekt umsetzte und wie er bestehende Mängel beheben könnte (Regel 61 ff. VerfO-SB). Für die Teilnahme Dritter an der öffentlichen Verhandlung ist eine Zulassung erforderlich (englisch Accreditation).
Stellt der Ausschuss bei der Berichtsprüfung fest, dass der Staat seine vertraglichen Verpflichtungen nicht erfüllt hat, so kann er Vorschläge machen und allgemeine Empfehlungen abgeben, wie er diese Mängel beheben soll (Regel 64 VerfO-SB). Diese werden als „Abschließende Beobachtungen“ (englisch Concluding Observations) bezeichnet.
Diese Empfehlungen des Ausschusses sind rechtlich nicht bindend. Ihre Umsetzung kann nicht erzwungen werden, es ist nur ein Anschlussverfahren (englisch Follow-up) vorgesehen, in welchem ein Berichterstatter die Umsetzung der Empfehlungen durch den Staat prüft. Sanktionen sind gegenüber dem betreffenden Staat nicht vorgesehen. So empfiehlt der Ausschuss den Staaten regelmäßig, das Fakultativprotokoll zu ratifizieren – seit Jahren erfolglos.
Da die Staaten teilweise ihren vertraglichen Verpflichtungen nicht nachkommen und keine oder verspätete Berichte einreichen, erstellte das UN-Hochkommissariat für Menschenrechte, (UNHCHR), eine Liste, in welcher die Staaten aufgeführt sind, die alle ihre Berichte pünktlich einreichen (z. B. Italien, die Schweiz usw.) und eine Liste mit den Staaten die teilweise in Verzug sind (z. B. Deutschland, Liechtenstein, Österreich, der Vatikan etc.).

### Staatenberichtsverfahren in Deutschland
Nachdem Deutschland den Sozialpakt am 17. Dezember 1973 ratifiziert hatte, gab es insgesamt sechs Staatenberichtsvefahren.
Die einzelnen Staatenberichtsverfahren wurden auf der Website des Hochkommissariats für Menschenrechte veröffentlicht. Der siebte Staatenbericht ist am 31. Oktober 2023 fällig.

#### Aktuelles Berichtsverfahren
Der sechste Staatenbericht war im Juni 2018 fällig und wurde Mitte Februar 2017 bei dem UN-Ausschuss eingereicht. Die tagungsvorbereitende Arbeitsgruppe des Ausschusses hatte anschließend im Oktober 2017 eine Liste (sog. List of issue) für die Staatenberichtsprüfung erstellt. Dabei haben insgesamt 16 zivilgesellschaftliche Organisationen für die Staatsberichtsprüfung Parallelberichte eingereicht, welche ebenfalls auf der Website des Hochkommissariats für Menschenrechte veröffentlicht wurden. Die Prüfung des Berichts fand am 25. November 2018 während der 64. Sitzung des Ausschusses in Genf statt. Zudem wurden auf der Website des Deutschen Instituts für Menschenrechte abschließende Bemerkungen zum sechsten Staatenbericht veröffentlicht.

## Individualbeschwerden
Die Individualbeschwerden werden euphemistisch als Mitteilungen bezeichnet. Sofern ein Staat das Fakultativprotokoll zum IPwskR ratifizierte, kann der Ausschuss auch Individualbeschwerden gegen diesen Vertragsstaat prüfen. Im Gegensatz zu den anderen UN-Vertragsorganen erstellte der Ausschuss weder ein Beschwerdeformular (englisch Model complaint form) noch ein dazugehörendes Informationsblatt. Die Beschwerde kann durch eine Einzelperson eingelegt werden, wenn sie der Meinung ist, durch den Vertragsstaat in einem oder mehreren vom Sozialpakt garantierten Rechten verletzt zu sein. Ebenfalls kann durch Abgabe einer entsprechenden Erklärung gemäß einem bestimmten Artikel des Übereinkommens (CERD, CAT, CED and CMW) eine Beschwerde eingereicht werden. Zudem können die Beschwerden auch im Namen von Dritten eingereicht werden, wenn die betroffene Einzelperson dazu schriftlich zugestimmt hat. Eine besondere Form ist dafür nicht vorgesehen. Eine Zustimmung der Einzelperson ist entbehrlich sein, wenn sich diese in einer Justizvollzugsanstalt befindet, keinen Zugang zur Außenwelt hat oder Opfer eines erzwungenen Verschwindens ist.
Seit Anfang der 1970er-Jahre haben sich die internationalen Beschwerdemechanismen in hohem Tempo entwickelt. Die Beschwerdeführer können heute bei den Vereinten Nationen Ansprüche wegen Verletzung ihrer Rechte aus den neun so genannten „Kern“-Menschenrechtsverträgen geltend machen. Für den Ausschuss für Arbeitsmigranten (Committee on Migrant Workers) ist der Individualbeschwerdemechanismus noch nicht in Kraft getreten.
Das Beschwerdeverfahren ist in Art. 2 bis 9 FP-IPwskR und im ersten Teil der VerfO-FP (Regel 1 bis 20) umschrieben. Die Zulässigkeitsvoraussetzungen sind in Art. 3 f. FP-IPwskR aufgeführt. Die Beschwerde muss schriftlich eingereicht werden, sie darf nicht anonym sein und muss in einer der Arbeitssprachen des Ausschusses verfasst sein, dazu muss der nationale Rechtsweg erfolglos durchlaufen sein. Innerhalb von einem Jahr nach dem letzten innerstaatlichen Entscheid muss die Beschwerde beim Ausschuss eingereicht werden, Eingaben nach Ablauf dieser Frist werden für unzulässig erklärt (ratione temporis). Die Beschwerde kann auch mit der Begründung abgelehnt, der Ausschuss sei nicht zuständig, da die geltend gemachte Verletzung nicht im IPwskR enthalten sei (ratione materiae), durch die Vertragsverletzung sei keine klare Benachteiligung entstanden oder die Beschwerde würde ein Missbrauch des Beschwerderechts darstellen. Die gleiche Beschwerde darf auch nicht bei einem anderen internationalen Organ (z. B. beim EGMR, einem anderen UN-Vertragsorgan o. ä.) eingereicht werden.
Die bei der UNO eingereichten Beschwerden werden zuerst vom Sekretariat des UNHCHR formell geprüft (Regel 1 VerfO-FP). Dann wird die Beschwerde entweder abgelehnt oder registriert und an den Ausschuss weitergeleitet, welcher dann seinerseits die Zulässigkeit der Beschwerde prüft (Art. 3 FP-IPwskR).
Wurde die Mitteilung nicht entgegengenommen, wird dies dem Beschwerdeführer in einem Standardschreiben mitgeteilt. Das Sekretariat benutzt üblicherweise ein Formular, in welchem meistens ungenügende Begründung angegeben, obwohl dies gar nicht vorgesehen ist (Regel 1 Ziff. 2 VerfO-FP) und stattdessen Informationen eingeholt werden müssten (Regel 3 VerfO-FP). Vom Sekretariat werden nur die an den Ausschuss weitergeleiteten Beschwerden registriert. Über die Anzahl der bereits vom Sekretariat abgelehnten Beschwerden wird keine Statistik geführt.
Falls die Beschwerde entgegengenommen wurde, wird sie an den betreffenden Staat zur Stellungnahme weitergeleitet, woraufhin er seinerseits die Einrede der Unzulässigkeit einbringen kann (Regel 11 VerfO-FP). Der Ausschuss versucht auch eine gütliche Einigung zu erreichen. Wenn der Vertragsstaat dem zustimmt, wird dies in einem Entscheid festgehalten und der Fall ist erledigt (Art. 7 FP-IPwskR).
Daraufhin prüft der Ausschuss die materielle Zulässigkeit der Beschwerde. Wenn er die Beschwerde für unzulässig erklärte, dann begründet er – im Gegensatz zum Sekretariat – seinen Entscheid der Unzulässigkeit der Beschwerde. Erst nachher setzt sich der Ausschuss inhaltlich mit der Beschwerde auseinander (Art. 8 FP-IPwskR). Hatte der Ausschuss eine Vertragsverletzung festgestellt, erteilt er dem Staat Vorschlägen und Empfehlungen wie er diese beheben könne (Art. 9 Abs. 1 FP-IPwskR).
Der betroffene Vertragsstaat wird dann gebeten, die Auffassungen des Ausschusses gebührend in Erwägung zu ziehen und ihm seinen Entscheid und die allfällige Umsetzung der Empfehlungen des Ausschusses mitzuteilen (Art. 9 Abs. 2 FP-IPwskR). Die Empfehlungen des Ausschusses sind rechtlich nicht bindend, ihre Umsetzung kann nicht erzwungen werden, es ist nur ein Anschlussverfahren (englisch Follow-up) vorgesehen, in welchem die Umsetzung der Empfehlungen durch den Staat prüft wird (Art. 9 Abs. 3 FP-IPwskR, Regel 18 VerfO-FP) und gegebenenfalls im nächsten Staatenberichtsverfahren thematisiert wird. Sanktionen gegen den fehlbaren Staat sind nicht vorgesehen.
Eine Übersicht der geprüften Individualbeschwerden durch den Ausschuss findet sich auf der Website des Hochkommissariats für Menschenrechte. Beispielsweise wurde 2021 mehrere Individualbeschwerden bezüglich Wohn-, Frauen- und Gesundheitsrechten sowie Rentenansprüchen angenommen.

### Vorsorgliche Maßnahmen
Bei der Einreichung einer Individualbeschwerde können gleichzeitig auch Vorsorgliche Maßnahmen (englisch Interim measures) verlangt werden (Regel 7 VerfO-FP), wenn ein nichtwiedergutzumachender Schaden droht. Solche Anträge müssen mit dem Vermerk Urgent Interim measures – so schnell wie möglich – versehen sein, damit das Sekretariat genügend Zeit hat, das Begehren zu prüfen und – falls die Beschwerde nicht abgelehnt wurde – gegebenenfalls solche Maßnahmen anzuordnen.
Der Ausschuss kann auch von sich aus solche Maßnahmen anordnen (Art. 5 FP-IPwskR), sie stellt jedoch kein Entscheid über die Zulässigkeit der Beschwerde oder der Feststellung einer Vertragsverletzung durch den Staat dar.

### Beschwerden beim Ausschuss und dem EGMR
Eine Beschwerde beispielsweise wegen Verstoß gegen das Recht auf Bildung von Gewerkschaften gemäß Art. 8 IPwskR und Art. 11 EMRK darf nicht gleichzeitig beim Ausschuss und dem EGMR eingereicht werden, da es derselbe Sachverhalt ist. Es ist jedoch zulässig beim Ausschuss eine Beschwerde wegen Art. 20 IPwskR Recht auf Sozialversicherung und beim EGMR eine Beschwerde wegen Verstoß gegen Art. 12 EMRK Recht auf Eheschließung einzureichen, da es keine Überschneidung gibt, sondern verschiedene Vertragsverletzungen durch denselben Staat betrifft.
Es gibt Beschwerden, welche zuerst beim EGMR eingereicht, von diesem jedoch nicht entgegengenommen wurden, mit der Standardbegründung: die Beschwerde hat keinen Anschein einer Verletzung der in der Konvention (EMRK) oder ihren Zusatzprotokollen garantierten Rechte und Freiheiten. Die daraufhin beim UN-Ausschuss eingereichte Beschwerde wurde mit der Begründung abgelehnt, sie sei angebliche vom EGMR geprüft worden, obwohl der EGMR die Beschwerde gar nicht materiell prüfte, sondern nicht entgegennahm.
Im Gegensatz zu den UN-Ausschüssen, lehnt der EGMR Individualbeschwerde ab, welche im Wesentlichen mit einer schon vorher vom EGMR geprüften Beschwerde übereinstimmt (Art. 35 Abs. 2 lit b EMRK).
Sinngemäß der Entscheid No. 577/2013 des CAT-Ausschusses vom 9. Februar 2016, i.S. N.B. c. Russland wegen Folter. Der Beschwerdeführer hatte gleichzeitig beim EGMR eine identische Beschwerde eingereicht (No. 33772/13), weswegen der CAT-Ausschuss die Beschwerde ablehnte (RZ 8.2). In der Urteilsdatenbank HUDOC des EGMR gibt es jedoch kein Urteil mit der No. 33772/13, da die Beschwerde von der Kanzlei verweigert und aus dem Register gestrichen wurde – somit vom EGMR nicht geprüft wurde.

## Staatenbeschwerden
Der Ausschuss ist befugt Staatenbeschwerden zu prüfen, wenn ein Vertragsstaat geltend macht, ein anderer Vertragsstaat komme seinen Verpflichtungen aus dieser Konvention nicht nach. Die Voraussetzung dazu ist, dass beide Staaten bei der Ratifikation des Fakultativprotokolls in einer Erklärung die Zuständigkeit des Ausschusses explizit anerkannten (Art. 10 Abs. 1 FP-IPwskR). Dieses Verfahren ist im 3. Teil der VerfO-FP näher umschrieben.
Das Sekretariat ist nicht befugt, Staatenbeschwerden für unzulässig zu erklären und im Gegensatz zu den Individualbeschwerden gibt es bei Staatenbeschwerden keine hohen formellen Anforderungen, wie für Individualbeschwerden in Art. 3 FP-IPwskR.
Die Aufgabe des Ausschusses besteht darin den Streit zu Schlichten (Regel 43 VerfO-FP). Kommt keine gütliche Einigung zustande, fasst er den wesentlichen Sachverhalt und die Stellungnahmen der beiden Staaten zusammen. Wodurch das Verfahren abgeschlossen ist (Regel 46 VerfO-FP).

### Offensichtliches Versehen der UNO
Bei der Voraussetzung für eine Staatenbeschwerde, wonach alle in der Sache zur Verfügung stehenden innerstaatlichen Rechtsbehelfe eingelegt und erschöpft sein müssen, außer wenn das Verfahren bei der Anwendung der Rechtsbehelfe unangemessen lange dauert (Art. 10 Abs. 1 lit c FP-IPwskR), handelt es sich um ein offensichtliches Versehen der UNO, da der beschwerdeführende Staat den anderen Staat nur durch eine schriftliche Mitteilung auf die Missstände hinweisen muss und wenn die Sache nicht innerhalb von sechs Monaten geregelt wurde, kann er sich direkt an den Ausschuss wenden (Art. 10 Abs. 1 lit a, b FP-IPwskR).

## Untersuchungsverfahren
Erhält der Ausschuss zuverlässige Angaben über schwerwiegende oder systematische Verletzungen des Vertrags kann er ein Untersuchungsverfahren einleiten (Art. 11 FP-IPwskR), sofern der betreffende Staat bei Vertragsabschluss des Fakultativprotokolls diesem Verfahren ausdrücklich zustimmte (Art. 1 Abs. 1 FP-IPwskR). Das Untersuchungsverfahren (englisch Inquiry procedure) ist im 2. Teil der VerfO-FP umschrieben.
Der Staat wird vom Ausschuss gebeten beim Untersuchungsverfahren mitzuwirken und Angaben zu diesen Verdächtigungen zu machen (Art. 11 Abs. 4 FP-IPwskR, Regel 29 VerfO-FP). Zuerst werden die erhaltenen Informationen geprüft (Regel 26 FP-IPwskR) und falls sich der Verdacht erhärtete, wird eine Untersuchung durchgeführt, dabei kann der Ausschuss auch vor Ort im betroffenen Staat Abklärungen vornehmen, sofern der Staat dem zustimmt. Wenn vom fehlbaren Staat die Betroffenen bedroht und eingeschüchtert werden, kann er für diese Schutzmaßnahmen anordnen (Regel 35 VerfO-FP). Nach Abschluss der Untersuchung übermittelt der Ausschuss dem betroffenen Staat den Untersuchungsbericht und falls er Missstände feststellte, entsprechende Empfehlungen, wie diese zu beheben seien. Der Staat muss ihm innerhalb von sechs Monaten seine Stellungnahme und die getroffenen Maßnahmen mitteilen (Regel 33 VerfO-FP).
Die Empfehlungen des Ausschusses sind rechtlich nicht bindend, ihre Umsetzung kann nicht erzwungen werden. Abgesehen davon, dass beim nächsten Staatenbericht die Umsetzung der Empfehlungen thematisiert wird, sind keine weiteren Maßnahmen vorgesehen (Art. 12 FP-IPwskR, Regel 34 VerfO-FP).

## Allgemeine Bemerkungen
Zur Auslegung und Präzisierung der einzelnen Bestimmungen in der Anti-Rassismus-Konvention, veröffentlicht der Ausschuss Allgemeine Bemerkungen (englisch General comments). Sie sollen Missverständnisse ausräumen und die Vertragsstaaten bei der Erfüllung ihrer vertraglichen Verpflichtungen behilflich sein (Regel 65 VerfO-SB).

## Mitglieder des CESCR
| Name                                                                      | Land                | Bis am   |
| ------------------------------------------------------------------------- | ------------------- | -------- |
| Hr. Aslan ABASHIDZE (stellvertretender Vorsitzender und Berichterstatter) | Russland            | 31.12.22 |
| Hr. Mohamed Ezzeldin ABDEL-MONEIM (Vorsitzender)                          | Ägypten             | 31.12.24 |
| Hr. Nadir ADILOV                                                          | Aserbaidschan       | 31.12.24 |
| Hr. Mohammed AMARTI                                                       | Marokko             | 31.12.24 |
| Hr. Asraf Ally CAUNHYE                                                    | Mauritius           | 31.12.22 |
| Hr. Yongxiang SHEN                                                        | Volksrepublik China | 31.12.24 |
| Fr. Laura-Maria CRACIUNEAN-TATU                                           | Rumänien            | 31.12.24 |
| Hr. Ludovic HENNEBEL                                                      | Belgien             | 31.12.22 |
| Hr. Peters Sunday Omologbe EMUZE                                          | Nigeria             | 31.12.22 |
| Fr. Karla Vanessa LEMUS DE VÁSQUEZ                                        | El Salvador         | 31.12.22 |
| Hr. Mikel MANCISIDOR                                                      | Spanien             | 31.12.24 |
| Hr. Seree NONTHASOOT                                                      | Thailand            | 31.12.24 |
| Fr. Lydia Carmelita RAVENBERG                                             | Suriname            | 31.12.24 |
| Fr. Preeti SARAN                                                          | Indien              | 31.12.22 |
| Fr. Heisoo SHIN (Stellvertretende Vorsitzende)                            | Südkorea            | 31.12.22 |
| Hr. Rodrigo UPRIMNY                                                       | Kolumbien           | 31.12.22 |
| Hr. Michael WINDFUHR (Stellvertretender Vorsitzender)                     | Deutschland         | 31.12.24 |
| Hr. Renato ZERBINI RIBEIRO LEÃO                                           | Brasilien           | 31.12.22 |